# Anchista nubila
Anchista nubila – gatunek chrząszcza z rodziny biegaczowatych i podrodziny Lebiinae. Występuje endemicznie w Indiach.

## Taksonomia
Gatunek ten opisany został po raz pierwszy w 1931 roku przez Herberta Edwarda Andrewesa na łamach „The Annals and magazine of natural history”. Jako miejsce typowe wskazano Dehradun w indyjskim stanie Uttarakhand. 

## Morfologia

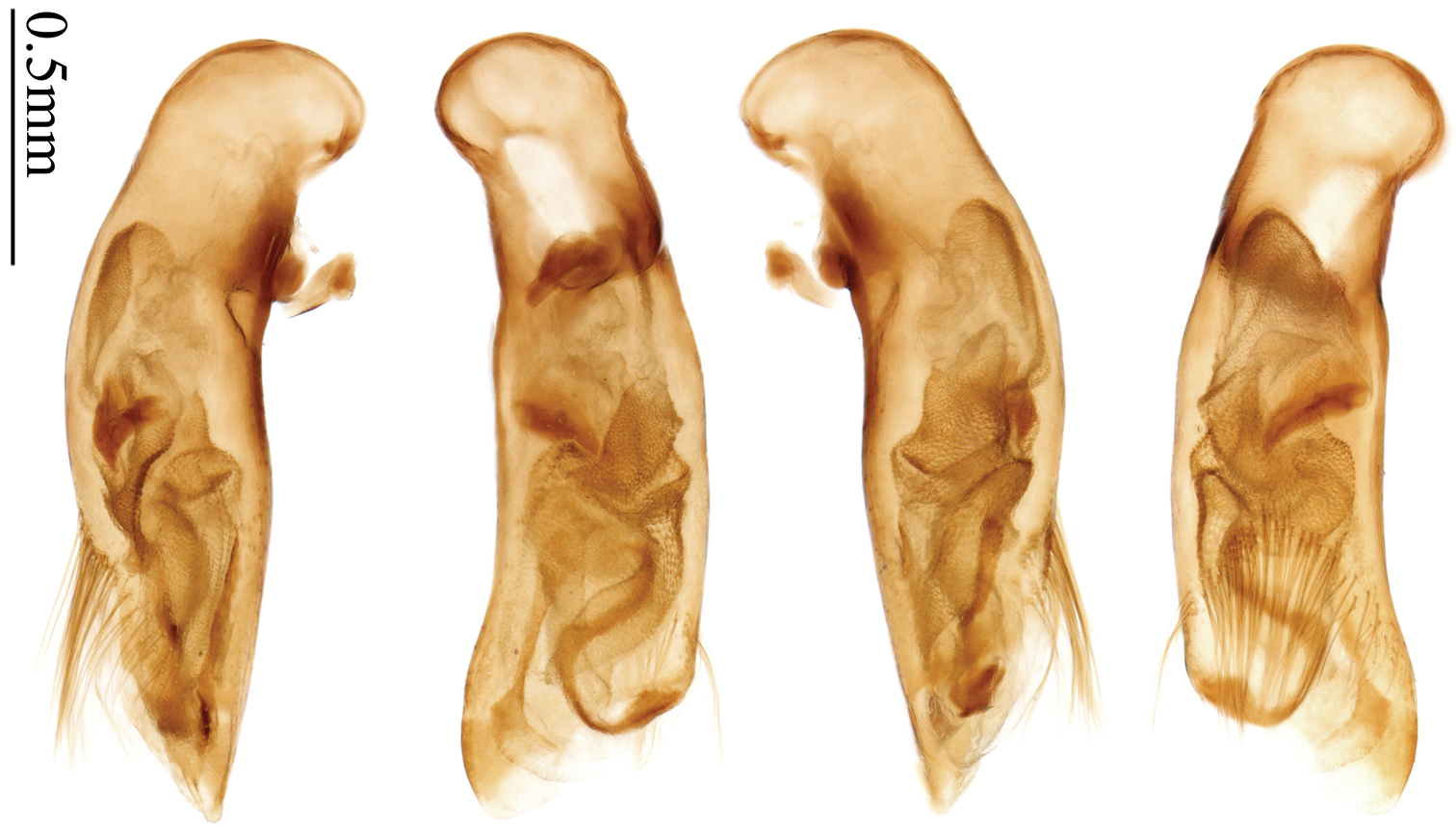
Środkowy płat edeagusa

Chrząszcz o ciele długości od 7,5 do 8,5 mm.
Głowę ma rudobrązową z jaśniejszym pierwszym członem czułków, gładką, z mikrorzeźbą bardzo delikatną lub całkiem zanikłą. Przeciętnie rozszerzone żuwaczki mają niemal proste krawędzie zewnętrzne. Ostatnie człony głaszczków szczękowych są wrzecionowate, a głaszczków wargowych toporowate.
Przedplecze jest rudobrązowe z nieco rozjaśnionymi rozpłaszczeniami brzegów bocznych, gładkie z niewyraźną mikrorzeźbą i bez punktowania, w zarysie sercowate, nieco szersze od głowy, najszersze przy środku długości, o brzegach bocznych wyraźnie zagiętych kanciasto pośrodku i silnie zafalowanych przed kątami tylnymi, kątach tylnych zaostrzonych i płatowatej nasadzie. Wyraźna i mocno wgłębiona linia środkowa jest na przedzie i przed nasadą punktowana. Dołki przypodstawowe przedplecza zaopatrzone są w kilka punktów. Rozpłaszczenia brzegów bocznych są szerokie i zaopatrzone w kilka grubych punktów. Ubarwienie pokryw jest jednolicie rudobrązowe, acz zwykle z nieco przyciemnionymi krawędziami. Rzędy są płytkie, drobno punktowane, międzyrzędy zaś słabo sklepione, punktowane delikatnie i rzadko oraz pokryte wyraźną mikrorzeźbą o równych średnicach oczek siatki. Trzecie międzyrzędy pokryw mają zwykle po trzy, rzadziej po cztery chetopory, wszystkie styczne do rzędu drugiego, a piąte międzyrzędy po dwa, rzadziej po trzy chetopory, z których pierwszy leży u podstawy. Odnóża mają żółtawe uda oraz ciemniejsze golenie i stopy. Te ostatnie u samca w przypadku par drugiej i trzeciej mają dwa kompletne szeregi włosków adhezyjnych, a w przypadku pary pierwszej szeregi szczątkowo wykształcone. 
Odwłok samicy ma ostatnie sternum z prostą lub lekko wykrojoną krawędzią tylną i dwoma parami szczecinek, samca zaś ma owo sternum na tylnej krawędzi umiarkowanie wykrojone i zaopatrzone w jedną parę szczecinek. Samiec ma genitalia o płacie środkowym edeagusa przysadzistym, w widoku grzbietowym przy szczycie odgiętym na prawą stronę i z lewym brzegiem pośrodku niezakrzywionym, w widoku bocznym rozszerzonym pośrodku i dalej stopniowo zwężającym się. Płaska, szeroka, zaokrąglona blaszka wierzchołkowa leży na prawej stronie i nie zakrzywia się dogrzbietowo.  Endofallus jest miejscami bezładnie łuskowany, w części środkowej zaopatrzony w jeden miękkawy skleryt, a w okolicy ujścia w parę wydłużonych, zafalowanych, miękkawych sklerytów.

## Rozprzestrzenienie
Owad orientalny, endemiczny dla Indii, podawany z Uttarakhandu, Ćhota Nagpur i Tamilnadu.